# Conus pictus transkeiensis
Conus pictus transkeiensis is een ondersoort van de zeeslakkensoort Conus pictus, uit het geslacht Conus. De slak behoort tot de familie Conidae. Conus pictus transkeiensis werd in 1998 beschreven door Korn. Net zoals alle soorten binnen het geslacht Conus zijn deze slakken roofzuchtig en giftig. Zij bezitten een harpoenachtige structuur waarmee ze hun prooi kunnen steken en verlammen.